# Allemands du Daghestan
Les Allemands du Daghestan étaient des colons allemands installés dans l'actuel Daghestan dans une soixantaine de colonies agricoles et villages fondés par eux de la fin des années 1880 à 1917. Ils ont été déportés en octobre 1941 en Sibérie, au Kazakhstan et en Kirghizie.

## Installation des colons
Les premiers colons allemands arrivent surtout à partir des années 1880, profitant des avantages spéciaux qui leur étaient accordés pour mettre en valeur des terres peu ou mal exploitées.
Les colonies agricoles allemandes se trouvaient surtout dans quatre districts actuels (raïons) situés dans la plaine koumyke et au nord de celle-ci: celui de Khassaviourt, celui de Babayourt, celui de Kizliar et celui de Taroumovka.
Il y avait trois groupes principaux de colonies: un noyau autour des villages actuels de Luxembourg (anciennement Romanovka) et de Khassanaï (anciennement Dik), dans le raïon de Babayourt. C'étaient les villages et hameaux agricoles de Romanovka, Dik, Drews et Friedenthal. Le deuxième noyau se trouvaient autour du village actuel de Chava, toujours dans le raïon de Babayourt, avec les villages et hameaux agricoles d'Ebenfeld, Neu-Hoffnung et Friedensheim (aujourd'hui Chougouri). Le troisième noyau, surtout constitués de hameaux et de grandes fermes (khoutors), se trouvait autour de l'actuel réservoir de l'Aksaï avec les localités de Romanovka, Tatianovka et Alseder-Hadji.
Les colonies étaient soit entièrement peuplées d'Allemands, comme à Romanovka, Nikolaïevka N°9, ou Hoffnungsfeld, soit peuplées d'Allemands et de quelques familles d'ouvriers agricoles koumyks ou tchétchènes (comme à Marienfeld, Allemands et Tchétchènes, ou à Schönfeld (Allemands, Koumyks et Tchétchènes).
Les premiers colons allemands arrivent surtout au début d'autres provinces de l'Empire russe, en particulier de Bessarabie, de Volhynie, du Dniepr et de la Volga. Les premiers à s'installer en groupe sont les paysans protestants allemands de Strauchdorf en 1889, venus du gouvernement de Tauride ; d'autres suivent comme les fondateurs de Romanovka et de Tatianovka quelques années plus tard.
Au début du XXe siècle, des colons mennonites originaires d'Halbstadt (dans l'actuelle Ukraine) achètent aux frères Lvov des terres au sud de la plaine koumyke. Ils fondent ainsi dix-sept hameaux agricoles le long de la rive gauche du Soulak. À la même époque d'autres colons allemands fondent plus au nord Romanovka et le village de Dik, tandis que des familles de paysans allemands s'installent également dans des villages déjà existants, comme à Aksaï, Kostek ou Andreï-Aoul, etc. côtoyant ainsi des Koumyks ou des Tchétchènes.
Les exploitations agricoles allemands prospèrent et s'agrandissent, jusqu'au début de la guerre civile russe, lorsque l'effondrement du pouvoir central provoque des raids tchétchènes contre les « infidèles ». Beaucoup de paysans allemands quittent alors leurs terres. Le foyer le plus important de population allemande se trouvait au début du XXe siècle principalement dans les districts actuels de Babayourt et de Khassaviourt, avec 2 296 habitants.

## Portrait socio-économique
Les villages et colonies agricoles des Allemands du Daguestan étaient les plus développés de Ciscaucasie. Ils possédaient leurs propres écoles, dispensaires, pharmacies, et même leurs propres services de pompiers. Il y avait des écoles secondaires dans les colonies mennonites.
Les colons construisent sur leurs propres fonds des canaux pour irriguer leurs terres (champs ou vignobles). C'est ainsi qu'ils creusent le canal de Talma, le canal Richard (aujourd'hui Tersakan) et le canal Sprengel. En plus des céréales (blé, avoine, orge), ils cultivent le riz et la vigne, la betterave à sucre, le coton et le tabac. Ils élèvent également des bovins et des chevaux, ainsi que dans une moindre mesure des ovins. Les paysans de Neu-Hoffnung de l'oblast du Terek se distinguent par l'élevage de vaches laitières particulièrement productives.

## Vie religieuse
La majorité de ces paysans allemands sont protestants, représentés par les luthériens-évangéliques et les mennonites (ces derniers à Dik, aujourd'hui Khassanaï, et le long du Soulak dans les colonies mennonites dites du Terek). Il y avait deux congrégations chez les mennonites : l'« Église des mennonites » et l'« Église des frères mennonites du Terek ». Leurs maisons de prières se trouvaient à Nikolaïevka, à Khartch, à Müdelburg et à Talma. Les églises luthériennes se trouvaient à Romanovka (aujourd'hui Luxembourg) et à Eigenheim (aujourd'hui Tatayourt).

## Période soviétique
Après la révolution de 1917 et les débuts de la guerre civile, le sort des colonies est loin d'être favorable. Les Tchétchènes commencent à razzier et à incendier systématiquement les villages et les exploitations agricoles des Allemands, mais aussi des colons russes ou moldaves, et même la gare de Khassaviourt et ses alentours. Le bétail est décimé, un certain nombre de colons assassinés, les maisons pillées. Les colons se réfugient à Khassaviourt ou à Kizliar par familles entières, sans que les autorités locales impuissantes ne puissent agir dans cette période de guerre civile. Lorsque les autorités soviétiques prennent le pouvoir dans les années 1920, certains colons retournent chez eux, comme à Nikolaïevka, à Romanovka (Luxembourg), à Vanderloo ou à Eigenheim, mais n'y trouvent que des ruines et il faut rebâtir.
Le pire arrive encore après que le 22 octobre 1941 un décret secret du comité central no 827 ordonne « la déportation des Allemands du Daguestan et de la Tchétchéno-Ingouchétie » en Sibérie et au Kazakhstan. Leur nombre est évalué à 7 306 personnes.
Quelques familles parviennent à revenir dans les années 1960 à Luxembourg (ex-Romanovka), Tatayourt (ex-Eigenheim), Lvovskoïe no 1 et Babayourt.

## Liste des colonies allemandes
| Nom de la colonie                              | Type de localité | Année de fondation | Habitants en 1918 | Ethnie                          | Confession                          | Nom actuel              | Raïon                 |
| ---------------------------------------------- | ---------------- | ------------------ | ----------------- | ------------------------------- | ----------------------------------- | ----------------------- | --------------------- |
| Vanderloo no 1                                 | Colonie          | 1900               | 120               | Allemands                       | Mennonites                          | Lvovskoïe no 1          | Raïon de Babayourt    |
| Khartch no 2 (Lvov no 1)                       | Colonie          | 1901               | 120               | Allemands                       | Mennonites                          | Lvovski no 2            | Raïon de Babayourt    |
| Talma no 3                                     | Colonie          | 1900               | 130               | Allemands                       | Mennonites                          | Tourzine (Lvovski no 3) | Raïon de Babayourt    |
| Constantinovka no 4                            | Colonie          | 1901               | 150               | Allemands                       | Mennonites                          | Artsalou (Lvovski no 4) | Raïon de Babayourt    |
| Soulak no 5                                    | Colonie          | 1901               | 140               | Allemands                       | Mennonites                          | Lvovski no 5            | Raïon de Babayourt    |
| Alexandrovka no 6                              | Colonie          | 1901               | 120               | Allemands                       | Mennonites                          | Lvovski no 6            | Raïon de Babayourt    |
| Marianovka no 7                                | Colonie          | 1901               | 140               | Allemands                       | Mennonites                          | Lvovski no 7            | Raïon de Babayourt    |
| Rohrbach no 8 (Tatianovka no 8)                | Colonie          | 1900               | 147               | Allemands                       | Mennonites                          | Lvovski no 8            | Raïon de Babayourt    |
| Nikolaïevka no 9                               | Colonie          | 1900               | 120               | Allemands                       | Mennonites                          | Lvovski no 9            | Raïon de Babayourt    |
| Müdelburg no 10                                | Colonie          | 1901               | 150               | Allemands                       | Mennonites                          | Lvovski no 10           | Raïon de Babayourt    |
| Pretoria no 11                                 | Colonie          | 1901               | 150               | Allemands                       | Mennonites                          | Lvovski no 11           | Raïon de Babayourt    |
| Ostheim no 12                                  | Colonie          | 1901               | 150               | Allemands                       | Mennonites                          | Lvovski no 12           | Raïon de Babayourt    |
| Taranovka no 13                                | Colonie          | 1901               | 150               | Allemands                       | Mennonites                          | Lvovski no 13           | Raïon de Babayourt    |
| Kachymliak no 14                               | Colonie          | 1901               | 150               | Allemands                       | Mennonites                          | Lvovski no 14           | Raïon de Babayourt    |
| Kaplan no 15                                   | Colonie          | 1901               | 150               | Allemands                       | Mennonites                          | Lvovski no 15           | Raïon de Babayourt    |
| Agrakhan no 16                                 | Colonie          | 1901               | 200               | Allemands                       | Mennonites                          | Lvovski no 16           | Raïon de Babayourt    |
| Aktach no 17                                   | Colonie          | 1903               | 60                | Allemands                       | Mennonites                          | Lvovski no 17           | Raïon de Babayourt    |
| Privolni                                       | Village          |                    | ?                 | Russes, Allemands               |                                     | Privolni                | Raïon de Tamourovka   |
| Lenendorf (Lenindorf)                          | Colonie          |                    | 275               | Allemands                       |                                     | Rassvet                 | Raïon de Kizliar      |
| Vinogradnye Sady                               | Village          |                    | 135               | Russes, Allemands, Darguines    |                                     | ?                       | Raïon de Kizliar      |
| Alexandrovka                                   | Colonie          |                    | ?                 | Allemands                       |                                     | ?                       | Raïon de Kizliar      |
| Makarovka (Anglitsovka)                        | Colonie          |                    | 29                | Allemands                       |                                     | Krasnoïe                | Raïon de Kizliar      |
| Romanovka                                      | Colonie          | 1900               | 337               | Allemands                       | luthériens                          | Luxembourg              | Raïon de Babayourt    |
| Alselder-Hadji (Alseder-Otar)                  | Khoutor          |                    | 5                 | Koumyks, Allemands              |                                     | Arkhida                 | Raïon de Khassaviourt |
| Vladimirovka (Vladino)                         | Village          | 1900               | 250               | Russes, Allemands               | Luthériens-évangéliques             | Bammatbekyourt          | Raïon de Khassaviourt |
| Hoffnungsfeld                                  | Colonie          | 1910               | 202               | Allemands                       | Luthériens-évangéliques, réformés   | Kokrek                  | Raïon de Khassaviourt |
| Diks (Adjieva B.)                              | Khoutor          |                    | 100               | Allemands                       | Mennonites                          | ?                       | Raïon de Babayourt    |
| Drews                                          | Khoutor          |                    | ?                 | Allemands                       | Mennonites, luthériens-évangéliques | ?                       | Raïon de Babayourt    |
| Eguipet (Egypten)                              | Colonie          |                    | ?                 | Allemands                       |                                     | ?                       | Raïon de Khassaviourt |
| Kronsfeld                                      | Colonie          | 1910               | 52                | Allemands                       |                                     | ?                       | Raïon de Babayourt    |
| Marienfeld (Yarokaï, Yarokaï-Tubé, Marienthal) | Khoutor          | 1906               | 77                | Tchétchènes, Allemands          | Catholiques                         | n'existe plus           | Raïon de Khassaviourt |
| Neu-Hoffnung (Schiess)                         | Colonie          |                    | 130               | Allemands                       | Luthériens-évangéliques             | Novaïa Nadejda          | Raïon de Babayourt    |
| Tatianovka                                     | Khoutor          | 1898               | ?                 | Allemands                       |                                     | Kamych-Koutan           | Raïon de Khassaviourt |
| Artessa                                        | Khoutor          | 1906               | 2                 | Allemands                       |                                     | n'existe plus           | Raïon de Babayourt    |
| Hepera                                         | Khoutor          |                    | 14                | Allemands                       |                                     | n'existe plus           | ?                     |
| Hoffmann                                       | Khoutor          | 1912               | 5                 | Allemands                       |                                     | n'existe plus           | Raïon de Babayourt    |
| Dridgera                                       | Khoutor          |                    | 2                 | Allemands                       |                                     | n'existe plus           | ?                     |
| Klioundta (Abdougachitova)                     | Khoutor          | 1911               | 38                | Allemands                       |                                     | ?                       | Raïon de Khassaviourt |
| Lebens                                         | Khoutor          |                    | 4                 | Allemands                       |                                     | n'existe plus           | ?                     |
| Tevs                                           | Khoutor          |                    | 74                | Allemands                       |                                     | ?                       | Raïon de Babayourt    |
| Schönfeld                                      | Colonie          |                    | 163               | Allemands                       | Luthériens-évangéliques             |                         | Raïon de Babayourt    |
| Springfeld                                     | Khoutor          |                    | ?                 | Koumyks, Allemands              |                                     | n'existe plus           | Raïon de Babayourt    |
| Spregenla                                      | Khoutor          | 1905               | 130               | Allemands                       | Luthériens-évangéliques             | Sprengel                | Raïon de Babayourt    |
| Strauchdorf (Еvguenievka)                      | Colonie          | 1889               | 252               | Tchétchènes, Allemands          | Mennonites, luthériens-évangéliques | n'existe plus           | Raïon de Khassaviourt |
| Schultz                                        | Khoutor          | 1914               | 11                | Allemands                       | Luthériens-évangéliques             | n'existe plus           | Raïon de Babayourt    |
| Ebenfeld                                       | Colonie          | 1900               | 230               | Allemands                       | Luthériens-évangéliques             | Kaplanovka              | Raïon de Babayourt    |
| Eigenheim (Novo-Nikolaïevka, Khazarov)         | Colonie          | 1900               | 458               | Allemands                       | Luthériens-évangéliques             | Tatayourt               | Raïon de Babayourt    |
| Khassanaï-Dik (Dik, M.Chava)                   | Khoutor          |                    | 106               | Koumyks, Allemands              | Mennonites, luthériens-évangéliques | Khassanaï               | Raïon de Babayourt    |
| Neu-Terek (Тirk)                               | Khoutor          |                    | ?                 | Allemands                       |                                     | ?                       | Raïon de Babayourt    |
| Romanovka                                      | Khoutor          | 1897               | ?                 | Allemands                       |                                     | Kirpitch-Koutan         | Raïon de Khassaviourt |
| Thälmann (Samourkent)                          | Khoutor          |                    | 46                | Russes, Lezguiens, Allemands    |                                     | Stalskoïe               | Raïon de Kiziliourt   |
| Tourchounaï                                    | Khoutor          |                    | 287               | Koumyks, Allemands              | Mennonites                          | Tourchounaï             | Raïon de Babayourt    |
| Freudenthal (Ostrakhovka)                      | Colonie          |                    | 500               | Allemands                       | Luthériens-évangéliques             | ?                       | Raïon de Babayourt    |
| Friedensheim (Ostrikovka)                      | Colonie          | 1910               | 46                | Allemands                       | Luthériens-évangéliques             | n'existe plus           | Raïon de Babayourt    |
| Schönfeld                                      | Khoutor          |                    | 20                | Koumyks, Tchétchènes, Allemands |                                     | ?                       | Raïon de Khassaviourt |
| Emilianovka                                    | Khoutor          |                    | ?                 | Allemands                       |                                     | n'existe plus           | Raïon de Babayourt    |
| Schellera                                      | Khoutor          | 1902               | ?                 | Allemands                       |                                     | n'existe plus           | Raïon de Khassaviourt |
| Zellera                                        | Khoutor          | 1906               | ?                 | Allemands                       |                                     | n'existe plus           | Raïon de Babayourt    |
| Rempela                                        | Khoutor          | 1901               | 58                | Allemands                       |                                     | n'existe plus           | Raïon de Babayourt    |
| Leninfeld                                      | Khoutor          |                    | ?                 | Allemands                       |                                     | n'existe plus           | Raïon de Babayourt    |
| Soulak (poissonnerie de Soulak)                | Khoutor          |                    | 3                 | Allemands                       | Mennonites                          | n'existe plus           | Raïon de Babayourt    |
| Dik                                            | Khoutor          |                    | 3                 | Allemands                       | Mennonites                          | n'existe plus           | Raïon de Babayourt    |
| Mantlera G.                                    | Khoutor          |                    | 3                 | Allemands                       |                                     | n'existe plus           | ?                     |
| Mantlera D.                                    | Khoutor          |                    | 3                 | Allemands                       |                                     | n'existe plus           | ?                     |
| Mantlera P.                                    | Khoutor          |                    | 3                 | Allemands                       |                                     | n'existe plus           | ?                     |
| Neufelda                                       | Khoutor          |                    | 5                 | Allemands                       |                                     | n'existe plus           | ?                     |
| Jakobfeld                                      | Khoutor          |                    | 11                | Allemands                       |                                     | n'existe plus           | ?                     |